# Siderasis
Siderasis é um género botânico pertencente à família Commelinaceae. É endémico do Brasil, restrito à Mata Atlântica.

## Espécies
De acordo com Pellegrini e Faden (2017), o género contém seis espécies:
- Siderasis acaulis Raf. [≡ S. fuscata (Lodd.) H.E.Moore].
- Siderasis albofasciata Pell.
- Siderasis almeidae Pell. & Faden
- Siderasis fuscata (Lodd.)
- Siderasis medusoides Pell. & Faden
- Siderasis spectabilis Pell. & Faden